# North Brisbane Rugby Club
Maillots
North Brisbane Rugby Club, parfois appelé North Brisbane ou tout simplement Norths, est un club de rugby à XV australien, situé à Brisbane, dans le Queensland. Il évolue en première division des championnats masculin et féminin du Queensland.
Il ne doit pas être confondu avec North Brisbane FC, club aujourd’hui disparu qui domina le championnat de Brisbane au début du XXe siècle avant de passer au rugby à XIII en 1909 (voir Queensland Rugby League).

## Histoire
Le club trouve son origine dans l’équipe l’école normale d’enseignement (Teachers Training College) fondé en 1927 et qui joua dans les divisions inférieures du championnat de (Brisbane Rugby League) jusqu'en 1932. Le club s'affilia alors avec la Queensland Rugby Union en 1933. En 1960, le club de l'armée (Army Rugby Club) quittant le championnat élite, Teachers Rugby Club fut promu à sa place en 1961, et le club remporta son premier championnat dès 1963.
En 1974, TRC fusionne avec Norths pour donner une nouvelle entité dénommée Teachers-Norths Rugby Club. En 1976, un deuxième titre de l’État s’ajoute au premier. Après une finale perdue en 1981, Norths peine à revenir au sommet et fusionne en 1991 avec le Redcliffe Rugby Club pour donner le North Brisbane Rugby Club. En 2001, le club s’est associé à l’institut universitaire de technologie du Queensland (Queensland University of Technology, QUT), d’où l’appellation de Norths-QUT, mais chaque club a repris son autonomie en 2008.

## Palmarès
- Champion du Queensland (2) : 1963, 1976. Finaliste (1) : 1981.

## Joueurs célèbres
- Michael O'Connor
- Chris Roche
- Allana Sikimeti